# بورومایسین
بورومایسین(به انگلیسی: Boromycin) یک آنتی‌بیوتیک پلی اتر-ماکرولید است. در ابتدا از یک گونه استرپتومایسس به نام Streptomyces antibioticus جداسازی شد، و به عنوان اولین محصول طبیعی حاوی عنصر بور مشهور شد. در برابر بیشتر باکتری‌های گرم مثبت مؤثر است، اما در برابر باکتری‌های گرم منفی بی‌اثر می‌باشد. بورومایسین با تأثیر منفی بر غشای سیتوپلاسمی و در نتیجه از بین رفتن یون‌های پتاسیم از سلول، موجب مرگ باکتری‌ها می‌شود .